# Порою блажь великая
«Порою блажь великая» в переводе Д. Сабарова или «Порою нестерпимо хочется…» в переводе М. Ланиной (англ. Sometimes a Great Notion; 1964) — второй роман Кена Кизи. Был написан во времена Веселых Проказников в Ла-Хонде и вышел в 1964 году. Действие романа происходит в вымышленном городе Ваконде. Название романа взято из текста известного фолк-стандарта «Goodnight, Irene», приобретшего значительную популярность в 1930-е годы в исполнении певца Ледбелли.

Порою обитаю на природе
Порою обитаю в городке
Порою блажь великая приходит:
Дай прыгну я… и утоплюсь в реке.

## Сюжет
Центральным объектом повествования является семья Стемперов, упрямый клан лесорубов. Они живут на границе леса, отделенные от остальных жителей Ваконды рекой. В книге одновременно развиваются два конфликта — внешний и внутренний.
Профсоюз лесорубов объявил забастовку с требованием оставить прежний уровень оплаты труда при сокращении количества рабочих часов, вызванном введением бензопил в качестве средства производства. Семья Стемперов, единственная в городе не вступившая в профсоюз и имеющая независимые заказы на заготовку древесины, сама ставит себя в положение штрейкбрехеров. Отношение горожан к их решению поступательно ухудшается на протяжении книги, и эта сюжетная линия является «внешним конфликтом».
«Внутренний конфликт» представлен взаимоотношениями сына Генри Стемпера Хенка, его младшего сводного брата Лиланда и жены Хенка Вив. После смерти матери Хенка Генри женился второй раз на девушке намного младше себя, поэтому родившийся у пары Лиланд на двенадцать лет младше своего сводного брата. С детства Ли привык считать Хенка первым во всём, бесстрашным и непобедимым — тот был школьным чемпионом по всем видам спорта и имел репутацию крутого парня. Сам же Лиланд рос задумчивым, хилым и болезненным. Он отчаянно завидовал старшему брату, но окончательно возненавидел его после того, как подглядел, что его мать изменяет старому Генри с Хенком. Лиланд уехал вместе с матерью, не выдержавшей прозябания в семье лесорубов, на Восточное побережье, где учился в колледже и стал разочарованным во всём интеллигентом с массой психологических проблем. Он был уверен, что никогда не возобновит общение с семьёй. Но через двенадцать лет после отъезда Ли Генри получает травму и не может больше работать, а Стемперы нанимают на работу только членов семьи. Так Ли получает открытку с просьбой помочь на лесоповале и возвращается к родственникам, влекомый желанием отомстить Хенку…

## Стиль
Кизи, впечатленный и одновременно подавленный успехом первого романа, задумал более основательное и реалистичное произведение, используемое как поле для литературных экспериментов. Этот роман часто сравнивают с «Авессалом, Авессалом!» Уильяма Фолкнера.
В книге постоянно используется особая техника изложения, когда несколько персонажей ведут речь от первого лица без указания на говорящую персону. Однако при более внимательном рассмотрении видно, кому принадлежит монолог. Этот прием позволил Кизи раскрыть внутренние мотивы персонажей без использования диалогов. Обычно «переключение» между рассказами разных персонажей отмечается с помощью курсива или скобок.

## Критика
Первые отзывы о книге нельзя назвать однозначными. Вероятно, это связано с тем, что многие критики ожидали от Кизи дальнейшего развития психоделической темы. Также общим было мнение о «раздутости» произведения. Чарльз Боуден назвал роман «одной из важнейших книг, написанных в Америке во второй половине двадцатого столетия». В 1997 г. Американское Северо-Западное общество писателей поместило произведение на первое место списка «12 важнейших произведений Северо-Запада».

## Экранизация
По мотивам произведения Кизи в 1971 году был создан одноимённый фильм c Полом Ньюманом и Генри Фонда. Картина была дважды номинирована на Оскар.

## От издателя
В орегонских лесах, на берегу великой реки Ваконды-Ауги, в городке Ваконда жизнь подобна древнегреческой трагедии без права на ошибку. Посреди слякоти, и осени, и отчаянной гонки лесоповала, и обреченной забастовки клан Стэмперов, записных упрямцев, бродяг и одиночек, живёт по своим законам, и нет такой силы, которая способна их сломить. Каждодневная борьба со стихией и непомерно тяжкий труд здесь обретают подлинно ветхозаветные масштабы. Обыкновенные люди вырастают до всесильных гигантов. История любви, работы, упорства и долга оборачивается величайшей притчей столетия. На этой земле полутонов во множестве, однако не бывает полумер и ничего невозможно сделать вполсилы.